# Лотар Удо I (Щаде)
Лотар-Удо I фон Щаде (на немски: Lothar Udo I von Stade, * ок. 950, † 23 юни 994) от род Удони, е граф на Щаде.

## Произход
Той е вторият син на Хайнрих фон Щаде I Плешиви († 11 май 976), граф на Щаде и Хайлангау, и първата му съпруга Юдит фон Ветерау († 16 октомври ок. 973), дъщеря на Удо I († декември 949), граф на Уфгау (Конрадини), и на Адела. По баща той е внук на граф Лотар II фон Щаде († 929) и на Сванхилда († 13 декември 9??). Лотар-Удо е брат на Хайнрих II Добрия († 1016) и Зигфрид II († 1037), и на Кунигунда († 13 юли 997), която е майка на историка и епископ Титмар Мерзебургски.
Лотар-Удо е убит в битка близо до Щаде на 23 юни 994 г. в морска битка на Долна Елба против норманите.

## Фамилия
Лотар-Удо се жени за дъщеря на Зигберт, граф в Лизгау. Той е баща на:
- Хайнрих II († сл. 1007), граф в Лизгау
- Удо фон Катленбург († сл. 1040), граф в Лизгау и Ритигау